# Sarcophyton portentosum
Sarcophyton portentosum är en korallart som beskrevs av Tixier-Durivault 1970. Sarcophyton portentosum ingår i släktet Sarcophyton och familjen läderkoraller. Inga underarter finns listade i Catalogue of Life.